# Одинарник лісовий
Одина́рник лісови́й, або одина́рник європе́йський (Trientalis europaea) — вид трав'янистих рослин родини первоцвітових.

## Опис
Багаторічна трав'яниста рослина (взимку не зелена) заввишки 5–30 см. Кореневище тонке, повзуче, з багатьма коренями. Стебло нерозгалужене, голе. Листя густо зібране на верхівці стебла. Пластини дистального листя від оберненояйцеподібних або оберненоланцетних до лопатевих, 2–6 см × 9–26 мм, проксимальне листя більш дрібне, 0,2–2 см × 1–13 мм; верхівки від гострих до заокруглених або тупих. Квіти на довго квітконіжках, зазвичай поодинокі. Квіти: віночок зазвичай білий, 5-9 мм, лопаті від яйцеподібних до широко еліптичних або ланцетних, верхівки від гострих до загострених; тичинок 7. Плоди — кулясті, синювато-сірі, з сітчастим візерунком, клапанні коробочки.
Квітне з травня по липень.

## Поширення
Європа (Білорусь, Естонія, Латвія, Литва, Молдова, Україна, Австрія, Бельгія, Чехія, Німеччина, Нідерланди, Польща, Словаччина, Швейцарія, Данія, Фінляндія, Ісландія, Норвегія, Швеція, Велика Британія, Італія, Румунія, Словенія, Франція); Азія (Росія, Китай, Японія); Північна Америка (західне узбережжя Канади й США). Населяє арктичну тундру, вологі смерекові ліси, береги струмків, вологі відкриті луки, сфагнові болота.
В Україні зростає в лісах, серед чагарників — на Поліссі та в Карпатах, зазвичай; в лісостепу, зрідка.

## Галерея

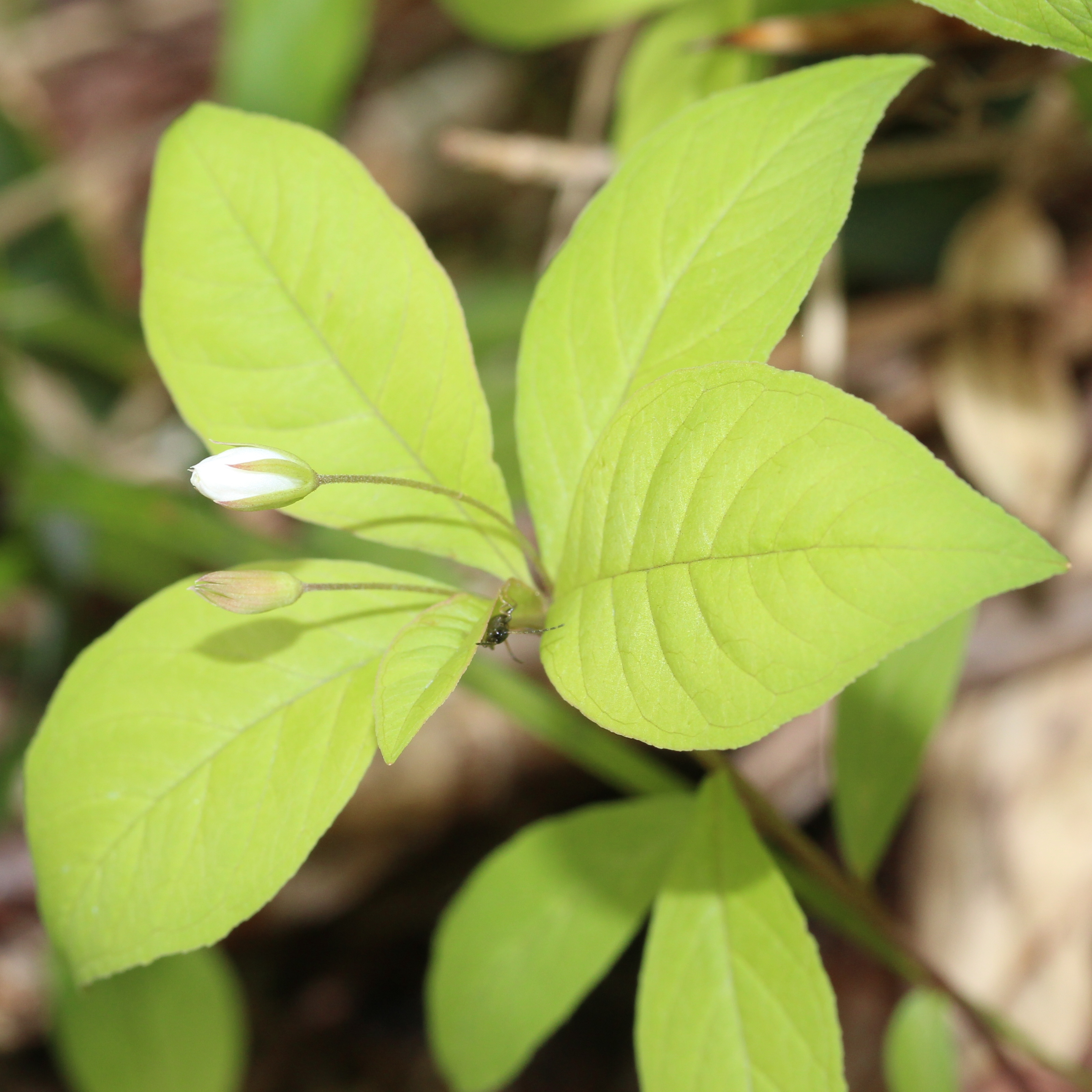
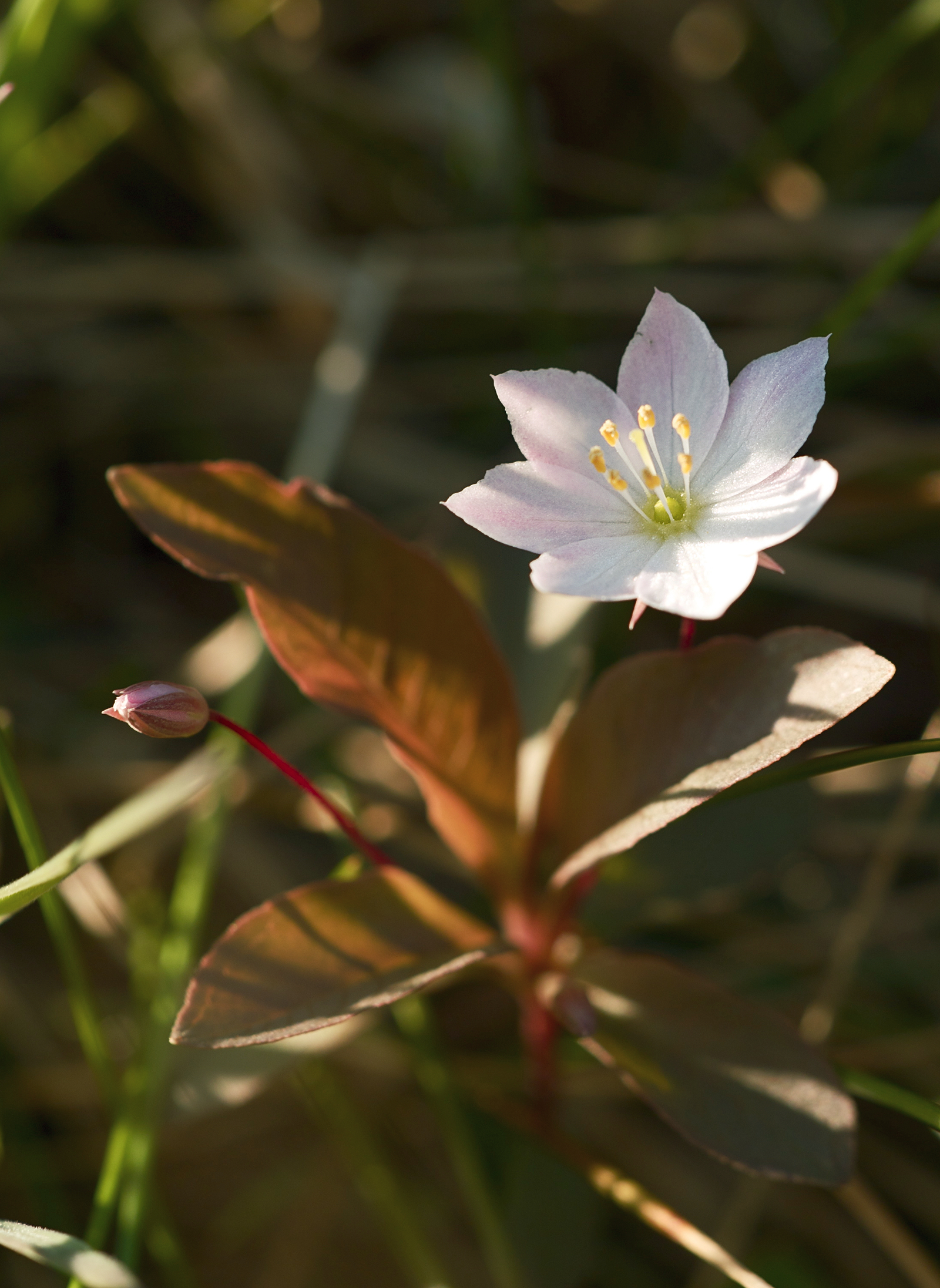
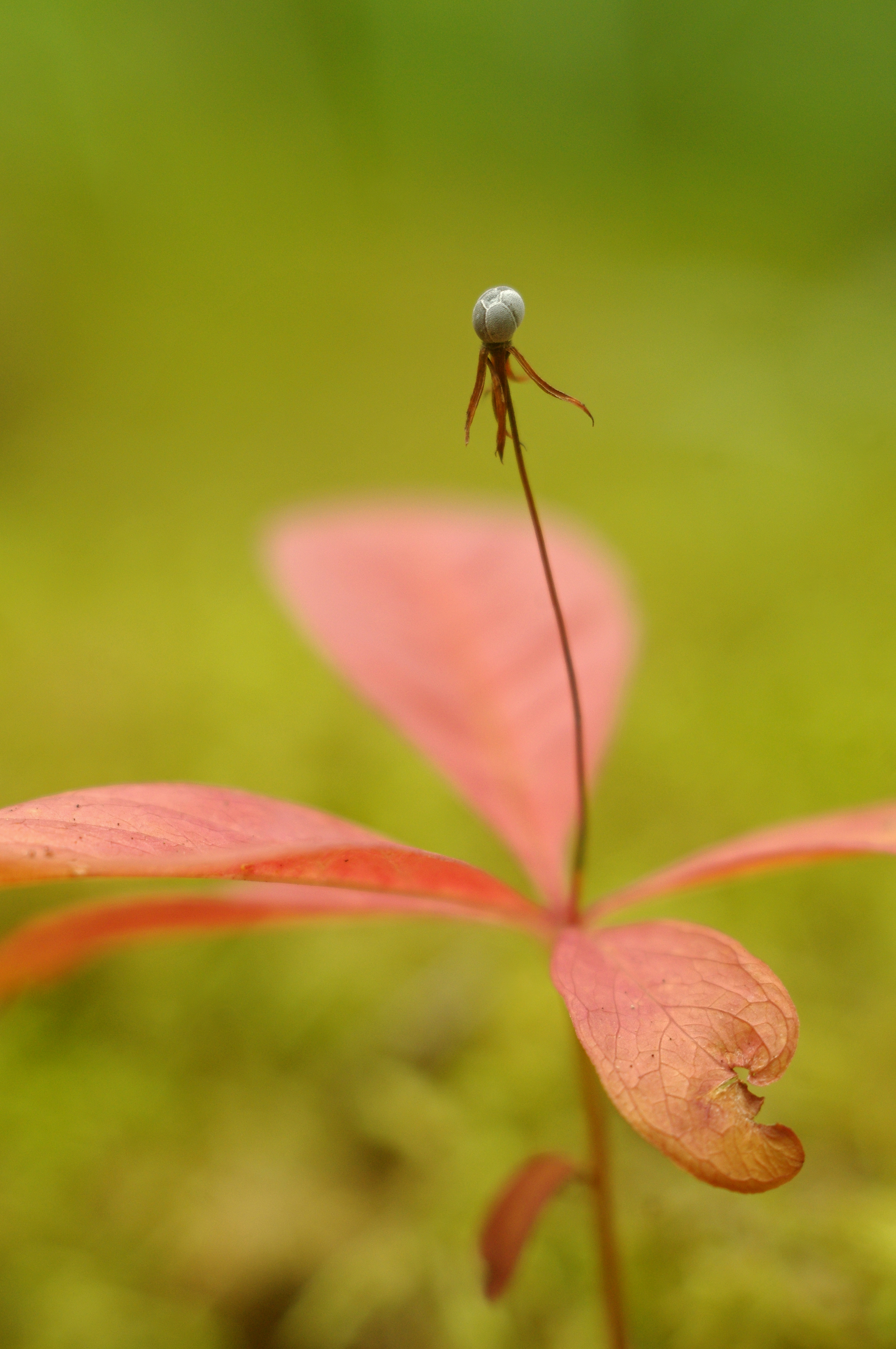
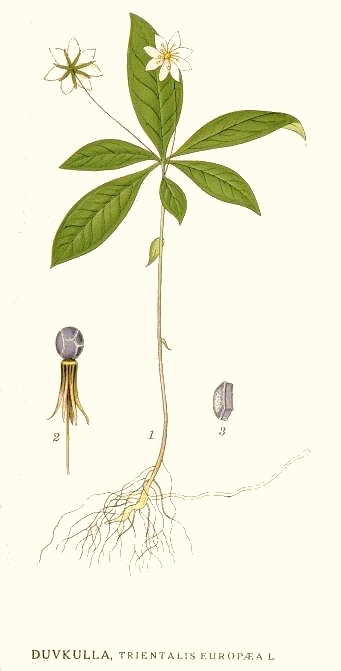